# Алпска звончица
Алпска звончица или планинска пасвица (лат. Soldanella alpina, од solidus - чврст, због отпорности на снег, aplina - планинско станиште) је трајна зељаста биљка из породице јагорчевина (лат. Primulaceae).

## Опис
Има усправну, љубичастосмеђу, голу стабљику, висине 5-15 цм.
Листови су јој зимзелени, приземни, једноставни, тамнозелени, голи, сјајни и кожасти, бубрежастог облика до округласи са урезаном, широко срцастим основом, велики до 3 цм, у младости су прекривени са проређеним зљездасти длакама.
Цветови су двополни, погнути, величине до 1,5 цм. Налазе се на врху стабљике, по 2-5 скупљени у цватове. Чашица има пет љубичастосмеђих листића, док је венчић плавољубичасти, левкастог облика, раздељена до половине или плиће урезана. С унутрашње стране има љускице.
Има пет прашника, а  прашнице су пурпурноцрвене, дупло дужи од прашничке нити.
Плод је лоптастог облика, величине 1-1,5 cm. Садржи ситно тамно семе.

## Цветање
Цвета од априла до јуна.

## Станиште
Распрострањена је у јужној Европи, од Пиринеја до Динарида. Расте у планинском појасу на свежим земљиштима, на местима на којима се задржава снег.